# Château de Brosse
Pour les articles homonymes, voir De Brosse.
Le château de Brosse est un château fort en ruines situé à Chaillac, en France.

## Localisation
Le château est situé sur le territoire de la commune de Chaillac, dans le département de l'Indre, en région Centre-Val de Loire.

## Description
Les ruines du château de Brosse présentent une porterie avec son guichet sans aucune défense. En face de la porte, des masses de maçonneries, dont une conserve une partie de tour polygonale, sans doute le corps de logis. En avant, un puits avec margelle. Tout autour, des restes de murailles plus ou moins effondrées montrent le plan de l'ancienne forteresse.
Du château fort du Moyen Âge, il n'en subsiste aujourd'hui que le donjon circulaire et sa courtine du XIIIe siècle, bâti sur une motte et les tours qui les flanquent, remaniées au XVe siècle. L'enceinte couronnant le promontoire est de la fin du XIIIe siècle.
Le hameau de Brosse qui entoure la forteresse a conservé de très belles maisons anciennes.

## Historique
Il a été construit au Xe siècle. En 974, le château (castrum quod Brucia dicitur) est mentionné par le chroniqueur Aimoin de Fleury.
Au début du XIVe siècle prend fin de l'occupation du site par les vicomtes de Brosse à la suite du mariage de Jeanne de Brosse, dernière du nom, avec André de Chauvigny, baron de Châteauroux ; ils quittent la place en 1322. Au début de la guerre de Cent Ans la seigneurie s'étend sur des dizaines de communes actuelles.
Cette forteresse, qui appartint aux seigneurs de Brosse (famille toujours existante), de Chauvigny et à la famille de Bourbon-Montpensier, fut prise et incendiée, vers 1369, par le sénéchal anglais de Poitiers, Guillaume de Felynton, au cours de la guerre de Cent Ans,. Elle était alors possession de Guy Ier de Chauvigny, qui est à Paris au moment de l'attaque de ses terres par le sénéchal du poitou, James d'Audelée. Guy Ier de Chauvigny avait rejoint le roi de France et promit fidélité.
Ayant cessé d'être habité par ses seigneurs au XVe siècle, il fut racheté par Joseph de Fougières en 1768, qui entreprit de récupérer les pierres de parement et la destruction continua jusqu'au XIXe siècle[réf. souhaitée].
Le château fait l’objet d’une inscription au titre des monuments historiques, par arrêté du 11 mars 1935.

## Galerie

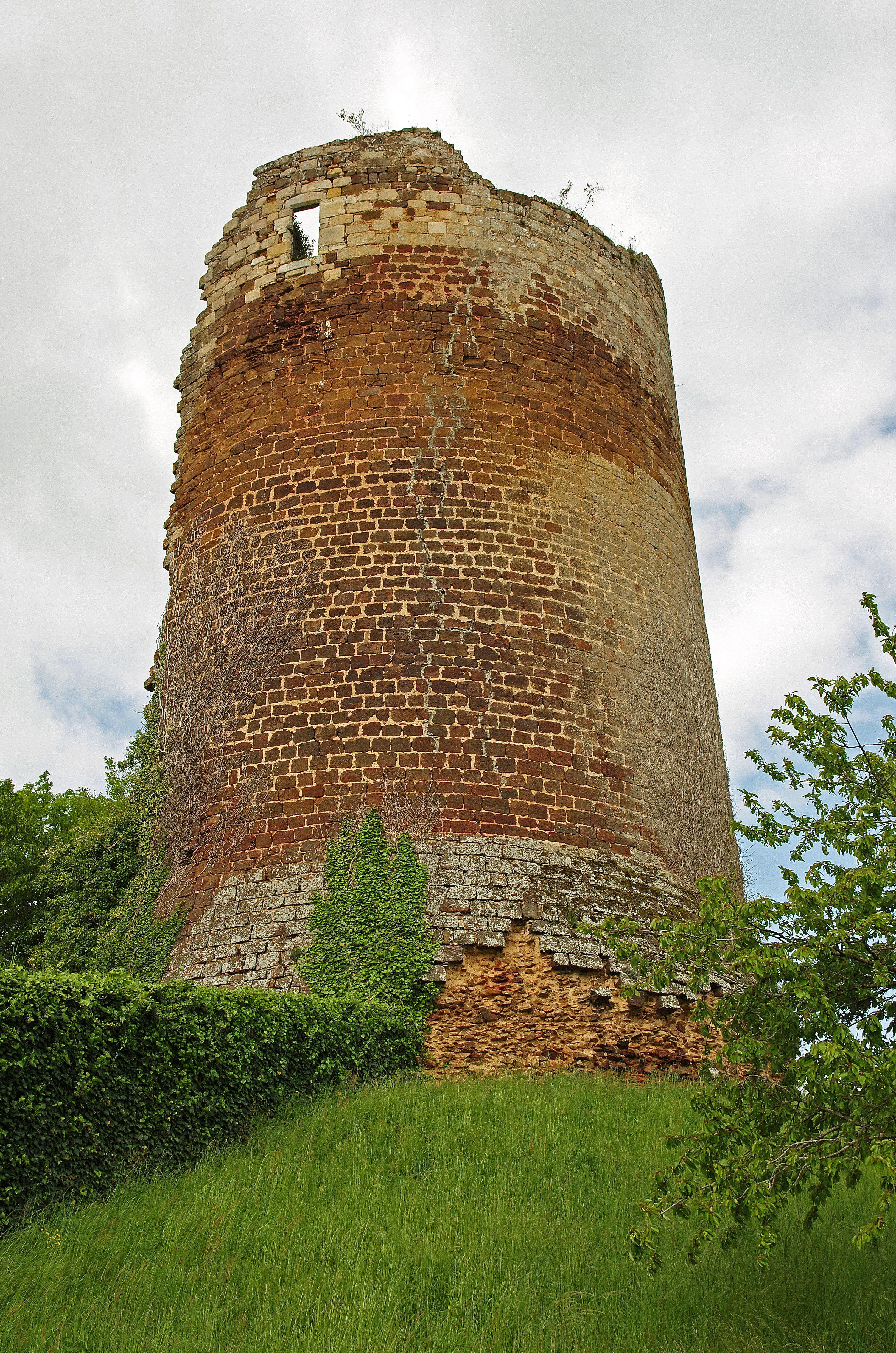
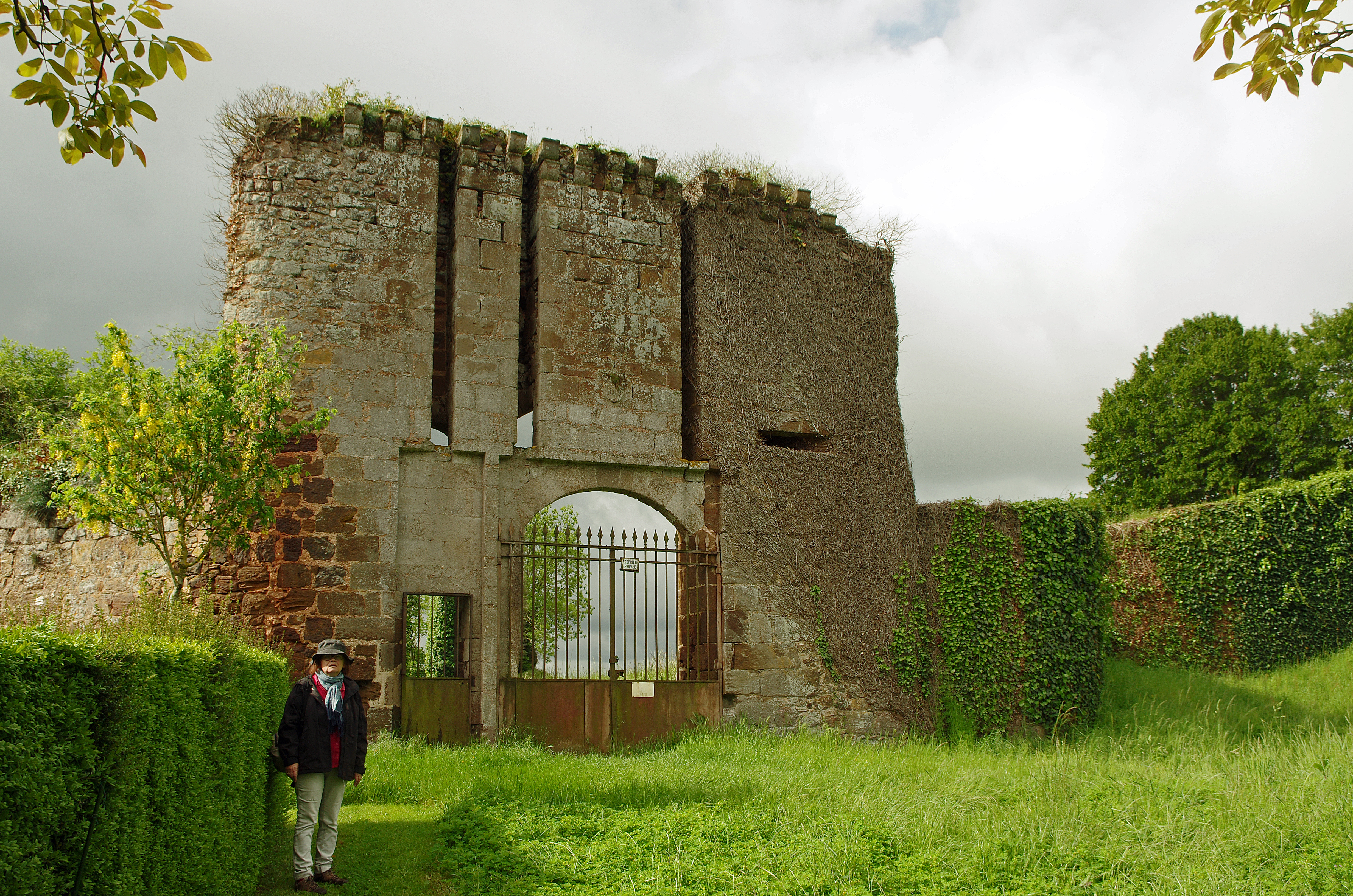
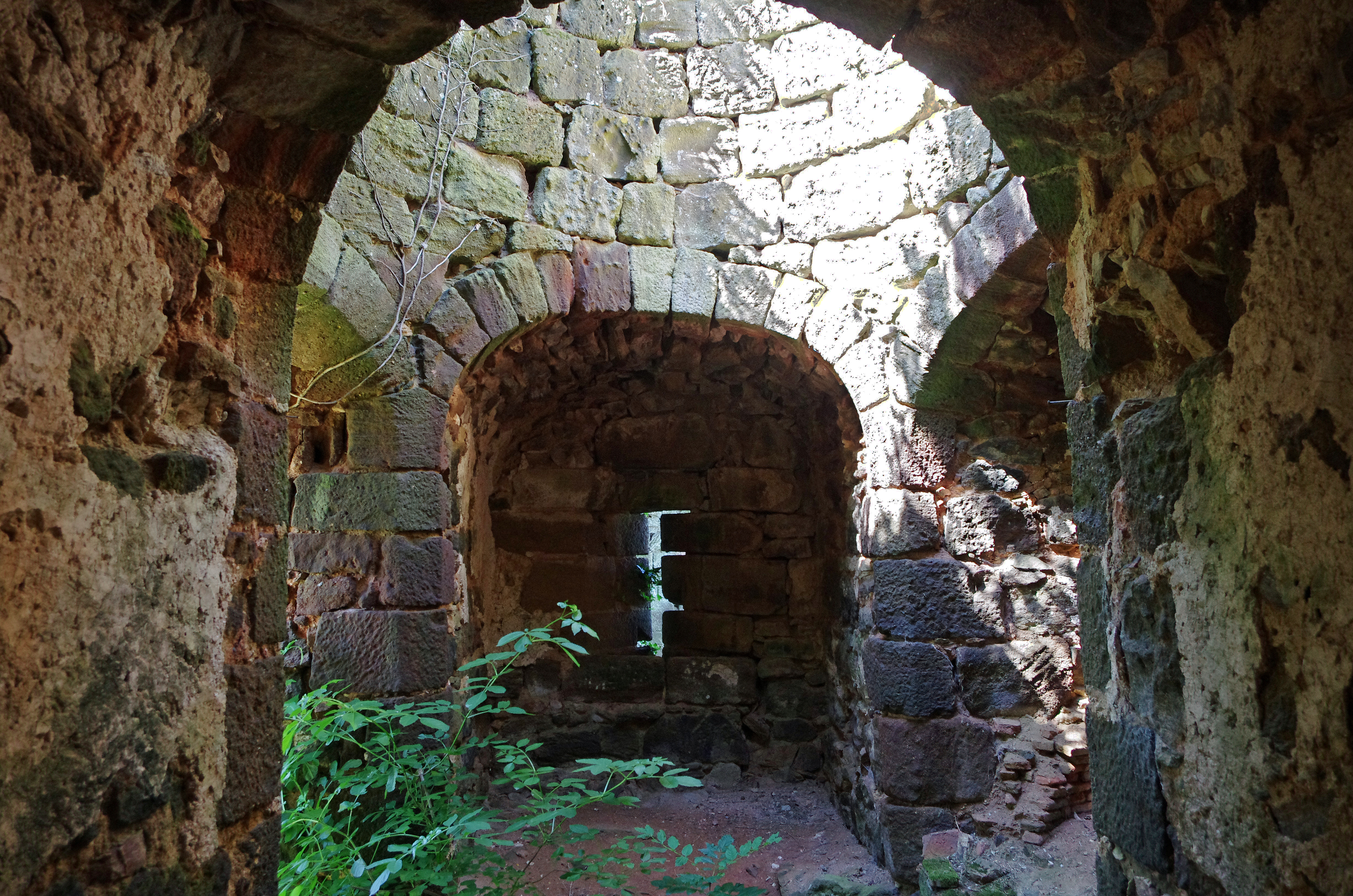

## Poésie
« Tes ruines à Brosse ont la fierté de l'aigle, vainement le débris près de la tombe gît, Brosse ! Brosse ! à ce nom tout un passé surgit, un passé de bravoure où l'honneur est la règle » Extrait d'un poème d'Émile Vinchon.